# APV (antagonista NMDAR)

Estructura química del APV.

ácido 2-Amino-5-fosfonovaleriánico (abreviado APV o AP5) es un aminoácido no proteínico sintético.
APV es un antagonista selectivo del receptor NMDA, inhibe competitivamente aún a pequeñas dosis, es decir es un antagonista competitivo. Así se puede considerar el enantiómero D-de ese aminoácido el isómero activo.
APV fue desarrollado por Jeff Watkins y Harry Olverman.